# 모레스
모레스(Mores, 사르데냐어: Mòres)는 사르데냐 이탈리아 지방에 있는 사사리도의 코무네(지방 자치 단체)로, 칼리아리에서 북쪽으로 약 150 킬로미터 (93 mi), 사사리에서 남동쪽으로 약 30 킬로미터 (19 mi) 떨어져 있다.
라체소스 산맥 아래에 위치한 모레스에는 2천 명의 주민이 살고 있다.
모레스는 다음 지방 자치 단체와 접해 있다: 아르다라, 본나나로, 보노르바, 이티레두, 오지에리, 실리고, 토랄바.

## 자매 도시
모레스는 다음 도시와 자매 결연을 맺었다:
- 산타줄리에타, 이탈리아